# Texcaltitlán
Texcaltitlán è un comune del Messico, situato nello stato di Messico.